# Onthophagus scapularis
Onthophagus scapularis är en skalbaggsart som beskrevs av D'orbigny 1902. Onthophagus scapularis ingår i släktet Onthophagus och familjen bladhorningar. Inga underarter finns listade i Catalogue of Life.